# Meria (Francia)
Meria es una comuna y población de Francia, en la región de Córcega, departamento de Alta Córcega.
Su población en el censo de 1999 era de 85 habitantes.

## Demografía
| 107 | 108 | 111 | 79 | 76 | 85 |
| Para los censos de 1962 a 1999 la población legal corresponde a la población sin duplicidades (Fuente: INSEE [Consultar]) |     |     |    |    |    |